# Everything’s Ruined
«Everything’s Ruined» — песня американской рок-группы Faith No More, третий сингл с альбома Angel Dust. В 2005-м году песня попала на 75-е место в списке «100 Greatest Guitar Tracks Ever!» известного британского журнала «Q Magazine».
Сингл, как и свой предшественник, получил несвойственную группе очень низкую высшую позицию в ARIA Charts.

## Музыкальное видео
Музыкальное видео, снятое Кевином Керслейком, показывает группу (и других персонажей клипа), исполняющих музыку на фоне видео с дикими животными, бейсбольными играми и прочих видеоклипов.
В FAQ для поклонников на фан-блоге Билли Гулд ответил на вопрос о клипе следующее:
Проще говоря, Warner потратили весь видео-бюджет на «A Small Victory» и «Midlife Crisis», а когда пришло время для «Everything's Ruined», ничего не осталось! Это было нашей идеей — идти дальше и сделать это видео настолько дешевым, насколько это возможно <...> 

## Трек-листы
Великобритания (1)
1. «Everything’s Ruined»
2. «Edge of the World (Extended Live Mix with Bass Solo)» (St. Louis, September 18, 1992)
3. «RV» (Live in Dekalb, Illinois, September 20, 1992)

Великобритания (2)
1. «Everything’s Ruined»
2. «Midlife Crisis» (Live in Dekalb, Illinois, September 20, 1992)
3. «Land of Sunshine» (Live in Dekalb, Illinois, September 20, 1992)

Европа
1. «Everything’s Ruined»
2. «Easy» (Live from Munich, November 9, 1992)
3. «RV» (Live in Dekalb, Illinois, September 20, 1992)

## Чарты
- UK Singles Chart — #28
- Australian ARIA Singles Chart — #63